# Mysteriini
Mysteriini son una tribu de coleópteros polífagos crisomeloideos de la familia Cerambycidae.

## Géneros
Comprende las siguientes géneros:
- Mysteria Thomson, 1860
- Pathocerus Waterhouse, 1901
- Pseudopathocerus Dias, 1988